# Olympische Sommerspiele 1956/Teilnehmer (Schweden)
| Gelbes Symbol für Goldmedaillen mit stilisierten Olympischen Ringen | Graues Symbol für Silbermedaillen mit stilisierten Olympischen Ringen | Braundes Symbol für Bronzemedaillen mit stilisierten Olympischen Ringen |
| ------------------------------------------------------------------- | --------------------------------------------------------------------- | ----------------------------------------------------------------------- |
| 8                                                                   | 5                                                                     | 6                                                                       |

Schweden nahm an den Olympischen Sommerspielen 1956 in Melbourne mit einer Delegation von 88 Athleten (74 Männer und 14 Frauen) an 74 Wettkämpfen in 14 Sportarten teil. Fahnenträger bei der Eröffnungsfeier war der Fechter Per Carleson.
Darüber hinaus war Schweden Gastgeber der Reiterspiele, welche fünf Monate zuvor in Stockholm ausgetragen wurden. Hieran nahmen neun (männliche) schwedische Reiter teil, die in drei Wettbewerben die Goldmedaille gewinnen konnten. Fahnenträger bei der Eröffnungsfeier war hier Gösta Boltenstern.

## Teilnehmer nach Sportarten

### Boxen
Männer
- Törner Åhsman
Schwergewicht: Viertelfinale

- Lennart Risberg
Halbschwergewicht: 1. Runde

- Stig Sjölin
Mittelgewicht: 1. Runde

### Fechten
Männer
- Per Carleson
Degen, Einzel: 7. Platz
Degen, Mannschaft: Vorrunde

- Carl Forssell
Degen, Einzel: Halbfinale
Degen, Mannschaft: Vorrunde

- Bengt Ljungquist
Degen, Mannschaft: Vorrunde

- Berndt-Otto Rehbinder
Degen, Einzel: Halbfinale
Degen, Mannschaft: Vorrunde

- John Sandwall
Degen, Mannschaft: Vorrunde

### Gewichtheben
Männer
- Ingemar Franzén
Mittelgewicht: DNF

### Kanu
Männer
- Gert Fredriksson
Kajak-Einer, 1000 Meter: Gold 
Kajak-Einer, 10.000 Meter: Gold

- Ragnar Heurlin & Carl-Åke Ljung
Kajak-Zweier, 1000 Meter: Vorläufe

- Carl-Gunnar Sundin & Hans Wetterström
Kajak-Zweier, 10.000 Meter: 4. Platz

- Werner Wettersten
Canadier-Einer, 1000 Meter: 6. Platz
Canadier-Einer, 10.000 Meter: 6. Platz

### Leichtathletik
| Männer - Rune Åhlund 5000 Meter: Vorläufe 10.000 Meter: 19. Platz - Birger Asplund Hammerwurf: kein gültiger Wurf im Finale - Ingvar Ericsson 1500 Meter: Vorläufe - Lars Hindmar 20 Kilometer Gehen: disqualifiziert - John Ljunggren 20 Kilometer Gehen: 4. Platz 50 Kilometer Gehen: Bronze - Gunnar Tjörnebo 3000 Meter Hindernis: Vorläufe - Ragnar Lundberg Stabhochsprung: 5. Platz - Bengt Nilsson Hochsprung: 26. Platz in der Qualifikation - Thomas Nilsson Marathon: 9. Platz - Evert Nyberg Marathon: 8. Platz - Stig Pettersson Hochsprung: 4. Platz - Erik Uddebom Kugelstoßen: 6. Platz Diskuswurf: 14. Platz - Arnold Vaide Marathon: 11. Platz - Dan Waern 1500 Meter: Vorläufe - Torgny Wåhlander Weitsprung: kein gültiger Versuch in der Qualifikation | Frauen - Ingrid Almqvist Speerwurf: 5. Platz - Gunhild Larking Hochsprung: 4. Platz |

### Moderner Fünfkampf
Männer
- Bertil Haase
Einzel: 17. Platz
Mannschaft: DNF

- Lars Hall
Einzel: Gold 
Mannschaft: DNF

- Björn Thofelt
Einzel: DNF
Mannschaft: DNF

### Radsport
Männer
- Karl-Ivar Andersson
Straßenrennen, Einzel: 17. Platz
Straßenrennen, Mannschaft: 5. Platz

- Gunnar Göransson
Straßenrennen, Einzel: 31. Platz
Straßenrennen, Mannschaft: 5. Platz

- Lars Nordwall
Straßenrennen, Einzel: 10. Platz
Straßenrennen, Mannschaft: 5. Platz

- Roland Ströhm
Straßenrennen, Einzel: 20. Platz
Straßenrennen, Mannschaft: 5. Platz

### Reiten
- Johan Asker
Vielseitigkeitsreiten, Einzel: DNF
Vielseitigkeitsreiten, Mannschaft: DNF

- Hans von Blixen-Finecke junior
Vielseitigkeitsreiten, Einzel: 24. Platz
Vielseitigkeitsreiten, Mannschaft: DNF

- Gustaf Adolf Boltenstern junior
Dressur, Einzel: 7. Platz
Dressur, Mannschaft: Gold

- Tor Burman
Springen, Einzel: 45. Platz
Springen, Mannschaft: DNF

- Anders Gernandt
Springen, Einzel: 32. Platz
Springen, Mannschaft: DNF

- Petrus Kastenman
Vielseitigkeitsreiten, Einzel: Gold 
Vielseitigkeitsreiten, Mannschaft: DNF

- Gehnäll Persson
Dressur, Einzel: 4. Platz
Dressur, Mannschaft: Gold

- Henri Saint Cyr
Dressur, Einzel: Gold 
Dressur, Mannschaft: Gold

- Douglas Wijkander
Springen, Einzel: DNF
Springen, Mannschaft: DNF

### Ringen
Männer
- Olle Anderberg
Leichtgewicht, griechisch-römisch: Rückzug vor 2. Runde
Leichtgewicht, Freistil: Rückzug vor 3. Runde

- Bertil Antonsson
Schwergewicht, griechisch-römisch: 5. Platz

- Per Berlin
Weltergewicht, griechisch-römisch: Bronze 
Weltergewicht, Freistil: 4. Platz

- Gunnar Håkansson
Federgewicht, griechisch-römisch: 5. Platz

- Rune Jansson
Mittelgewicht, griechisch-römisch: Bronze

- Bengt Johansson
Fliegengewicht, griechisch-römisch: 3. Runde

- Bengt Lindblad
Mittelgewicht, Freistil: 4. Runde

- Karl-Erik Nilsson
Halbschwergewicht, griechisch-römisch: Bronze

- Viking Palm
Halbschwergewicht, Freistil: 3. Runde

- Edvin Vesterby
Bantamgewicht, griechisch-römisch: Silber

### Rudern
Männer
- Ivar Aronsson, Gösta Eriksson, Bertil Göransson, Evert Gunnarsson & Olle Larsson
Vierer mit Steuermann: Silber

- Lennart Andersson, Rune Andersson, Ivar Aronsson, Gösta Eriksson, Bertil Göransson, Evert Gunnarsson, Kjell Hansson, Lennart Hansson & Olle Larsson
Achter: 4. Platz

### Schießen
Männer
- Benkt Austrin
Laufende Scheibe: 7. Platz

- Knut Holmqvist
Trap: 7. Platz

- Anders Kvissberg
Freies Gewehr, Dreistellungskampf: 7. Platz
Kleinkaliber, Dreistellungskampf: 8. Platz
Kleinkaliber, liegend: 14. Platz

- Hans Liljedahl
Trap: 8. Platz

- Åke Lindblom
Freie Pistole: 7. Platz

- Olof Sköldberg
Laufende Scheibe: Silber

- John Sundberg
Freies Gewehr, Dreistellungskampf: 6. Platz
Kleinkaliber, Dreistellungskampf: Bronze 
Kleinkaliber, liegend: 12. Platz

- Torsten Ullman
Freie Pistole: 6. Platz

### Schwimmen
| Männer - Per-Olof Östrand 400 Meter Freistil: Vorläufe | Frauen - Anita Hellström 100 Meter Freistil: Vorläufe 400 Meter Freistil: Vorläufe 4 × 100 Meter Freistil: 6. Platz - Kate Jobson 100 Meter Freistil: Halbfinale 4 × 100 Meter Freistil: 6. Platz - Karin Larsson 400 Meter Freistil: Vorläufe 4 × 100 Meter Freistil: 6. Platz - Birgitta Wängberg 400 Meter Freistil: Vorläufe 4 × 100 Meter Freistil: 6. Platz |

### Segeln
- Rickard Sarby
Finn-Dinghy: 5. Platz

- Folke Bohlin, Bengt Palmquist & Leif Wikström
Drachen: Gold

- Hjalmar Karlsson, Sture Stork & Lars Thörn
5,5-Meter-Klasse: Gold

### Turnen
| Männer - William Thoresson Einzelmehrkampf: 32. Platz Boden: Silber Pferd: 16. Platz Barren: 16. Platz Barren: 47. Platz Runde: 46. Platz Seitpferd: 45. Platz - Kurt Wigartz Einzelmehrkampf: 48. Platz Boden: 14. Platz Pferd: 19. Platz Barren: 43. Platz Barren: 40. Platz Runde: 57. Platz Seitpferd: 38. Platz | Frauen - Evy Berggren Einzelmehrkampf: 49. Platz Mannschaftsmehrkampf: 8. Platz Gruppengymnastik: Silber Boden: 44. Platz Pferd: 38. Platz Stufenbarren: 46. Platz Schwebebalken: 52. Platz - Doris Hedberg Einzelmehrkampf: 46. Platz Mannschaftsmehrkampf: 8. Platz Gruppengymnastik: Silber Boden: 8. Platz Pferd: 10. Platz Stufenbarren: 49. Platz Schwebebalken: 56. Platz - Maude Karlén Einzelmehrkampf: 53. Platz Mannschaftsmehrkampf: 8. Platz Gruppengymnastik: Silber Boden: 25. Platz Pferd: 32. Platz Stufenbarren: 62. Platz Schwebebalken: 50. Platz - Karin Lindberg Einzelmehrkampf: 48. Platz Mannschaftsmehrkampf: 8. Platz Gruppengymnastik: Silber Boden: 39. Platz Pferd: 23. Platz Stufenbarren: 54. Platz Schwebebalken: 46. Platz - Ann-Sofi Pettersson-Colling Einzelmehrkampf: 31. Platz Mannschaftsmehrkampf: 8. Platz Gruppengymnastik: Silber Boden: 22. Platz Pferd: Bronze Stufenbarren: 50. Platz Schwebebalken: 41. Platz - Eva Rönström Einzelmehrkampf: 37. Platz Mannschaftsmehrkampf: 8. Platz Gruppengymnastik: Silber Boden: 18. Platz Pferd: 27. Platz Stufenbarren: 38. Platz Schwebebalken: 50. Platz |

### Wasserspringen
Frauen
- Birte Christoffersen-Hanson
Kunstspringen: 9. Platz
Turmspringen: 8. Platz

- Anna-Stina Wahlberg-Baidinger
Kunstspringen: 12. Platz